# Catherine Noble
Pour les articles homonymes, voir Noble (homonymie).
Catherine Noble est une taekwondoïste française née le 23 février 1966.
Elle participe au tournoi de sport de démonstration de taekwondo aux Jeux olympiques d'été de 1992 dans la catégorie des moins de 51 kg ; elle remporte la médaille de bronze.